# Haedacanthus
Haedacanthus is een geslacht van wantsen uit de familie van de Tingidae (netwantsen). Het geslacht werd voor het eerst wetenschappelijk beschreven door Higor Daniel Duarte Rodrigues in 1992.

## Soorten
Het genus bevat de volgende soorten:

- Haedacanthus antsirananae Guilbert, 2020
- Haedacanthus crispus (Drake, 1958)
- Haedacanthus decoris Duarte Rodrigues, 1992
- Haedacanthus heranus (Drake, 1958)